# Chesapeake-Bay-Krater

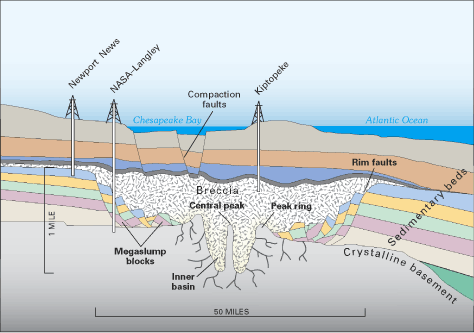
Profil des Chesapeake-Bay-Kraters mit englischer Beschriftung

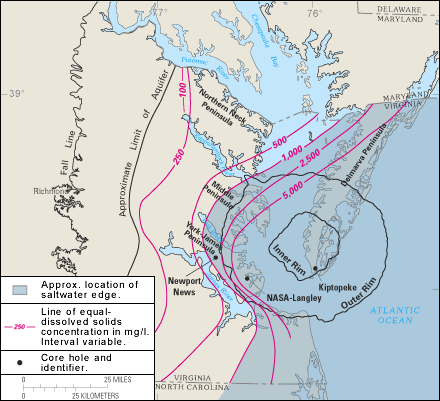
Lage des Kraters

Der Chesapeake-Bay-Krater ist eine etwa 35,5 Millionen Jahre alte Impaktstruktur an der Ostküste der USA, welche erst Anfang der 1990er Jahre entdeckt wurde.
Das Zentrum des Kraters liegt nahe der Südspitze der Delmarva-Halbinsel, die die Chesapeake Bay vom Atlantischen Ozean abgrenzt. Mit einem Durchmesser von etwa 85 km und einer Tiefe von 1,3 km ist es der größte bekannte Impaktkrater in den USA. Der Krater ist heute vollständig unter jüngeren Sedimentschichten begraben und an der Erdoberfläche nicht sichtbar, was seine Entdeckung erschwerte. Vorher in Bohrungen aufgefundene Impaktschmelzen wurden meist als vulkanisches Gestein gedeutet.
Die Chesapeake-Struktur ist eine von nur vier Impaktstrukturen auf der Erde, von denen Tektite bekannt sind. Diese nach ihrer Herkunft als Bediasite (nach einem Ort in Texas) oder Georgiaite (nach dem Bundesstaat Georgia) bezeichneten Tektite sind bereits seit mehreren Jahrzehnten in der Wissenschaft bekannt. Erst mit der Entdeckung des Chesapeake-Kraters konnte die Frage ihrer Herkunft eindeutig geklärt werden.
Der Einschlag führte in der Umgebung der Chesapeake-Bucht zu einer intensiven Zerrüttung und Störung der anstehenden Gesteine. Über die bis heute existierenden Störungsbahnen dringt Meerwasser in das Grundwasser ein und stellt heute eines der stärksten Probleme für die Trink- und Brauchwasserversorgung der Region dar.
Ein weiterer, kleinerer Einschlagskrater liegt 322 km nordöstlich auf dem Festlandsockel vor der Küste von Atlantic City (New Jersey). Es ist möglich, dass dieser Krater durch dasselbe Ereignis im späten Eozän verursacht wurde. Der Krater ist Teil einer geologischen Formation, die als Toms Canyon bekannt, circa 20–22 km breit ist und etwa 80–100 m unter der Meeresoberfläche liegt.